# Aeroportul Internațional San Antonio
Aeroportul Internațional San Antonio (IATA: SAT, ICAO: KSAT, FAA LID: SAT) este un aeroport din San Antonio, Comitatul Bexar, Texas, Texas, Statele Unite ale Americii ce deservește zona San Antonio. Aeroportul a fost tranzitat în 2023 de 10.676.570 de pasageri. A fost deschis în 1941 și numit după zona deservită.
Situat la o altitudine de 246 m, aeroportul dispune de 3 piste.

## Infrastructură

### Piste
Aeroportul dispune de 3 piste: 
- pista 04/22 din beton, cu dimensiunile 8.505 picioare × 150 picioare
- pista 13L/31R din asfalt, cu dimensiunile 5.519 picioare × 100 picioare
- pista 13R/31L din beton, cu dimensiunile 8.502 picioare × 150 picioare